# Musików
Musików (dawn. Mużyków) – wieś w Polsce położona w województwie podkarpackim, w powiecie stalowowolskim, w gminie Radomyśl nad Sanem. Leży na południowozachodnim skraju kompleksu Lasów Janowskich w pobliżu drogi wojewódzkiej nr 855.
| SIMC    | Nazwa      | Rodzaj    |
| ------- | ---------- | --------- |
| 0805130 | Mierchówka | część wsi |

W latach 1975–1998 miejscowość administracyjnie należała do województwa tarnobrzeskiego.